# 1968年自由民主党総裁選挙
1968年自由民主党総裁選挙（1968ねんじゆうみんしゅとうそうさいせんきょ）は、1968年（昭和43年）11月27日に行われた日本の自由民主党の党首である総裁の選挙である。

## 概要
1968年に佐藤栄作総裁の任期満了を受けて日比谷公会堂で行われた自由民主党総裁選挙である。三選を目指した佐藤に対し三木武夫と前尾繁三郎が対抗馬として出馬した。前尾の立候補は二位に入ればポスト佐藤の有力候補として認知されるとの思惑であったが、三木に12票差の三位という結果に終わった。このことは二年後に前尾が宏池会会長の座を追われる遠因となった。

## 選挙データ

### 総裁
- 選挙前：佐藤栄作（第5代）
- 選挙後：佐藤栄作（第5代）

### 投票日
- 1968年（昭和43年）11月27日
第21回臨時党大会で実施。

### 選挙制度
- 決選投票制
総裁公選規程に基づく公選

投票方法
秘密投票、単記投票、1票制
選挙権
党所属国会議員、党都道府県支部連合会地方代議員
被選挙権
党所属国会議員
有権者

（不明）
- 党所属衆議院議員：（不明）
- 党所属参議院議員：（不明）
- 地方代議員　　　：046

## 選挙活動

### 候補者
立候補制ではなかったものの、選挙活動した国会議員。
| 佐藤栄作                                                                  | 三木武夫                                                                    | 前尾繁三郎                                                                  |
|                                                                           |                                                                             |                                                                             |
| 衆議院議員 （7期・山口2区） 内閣総理大臣（1963-現職） 党総裁（1963-現職） | 衆議院議員 （12期・徳島全県区） 外務大臣（1966-1968） 党幹事長（1964-1965） | 衆議院議員 （8期・京都2区） 通商産業大臣（1957-1958） 党幹事長（1961-1964） |
| 周山会 （佐藤派）                                                         | 政策研究会 （三木派）                                                       | 宏池会 （前尾派）                                                           |
| 山口県                                                                    | 徳島県                                                                      | 京都府                                                                      |

## 選挙結果
第1回総裁選から1972年（昭和47年）の第12回総裁選までは立候補制ではなかったため、自民党所属の国会議員への票はすべて有効票として扱われた。

### 候補者別得票数
| 候補者                   | 得票数 | 得票率 |
| ------------------------ | ------ | ------ |
| 佐藤栄作                 | 249    | 55.09% |
| 三木武夫                 | 107    | 23.67% |
| 前尾繁三郎               | 95     | 21.02% |
| 藤山愛一郎               | 1      | 0.22%  |
| 総計                     | 452    | 100.0% |
| 有効投票数（有効率）     | 452    | %      |
| 無効票・白票数（無効率） |        | %      |
| 投票者数（投票率）       |        | %      |
| 棄権者数（棄権率）       |        | %      |
| 有権者数                 |        | 100.0% |
| 出典：朝日新聞           |        |        |